# Vinho de cheiro

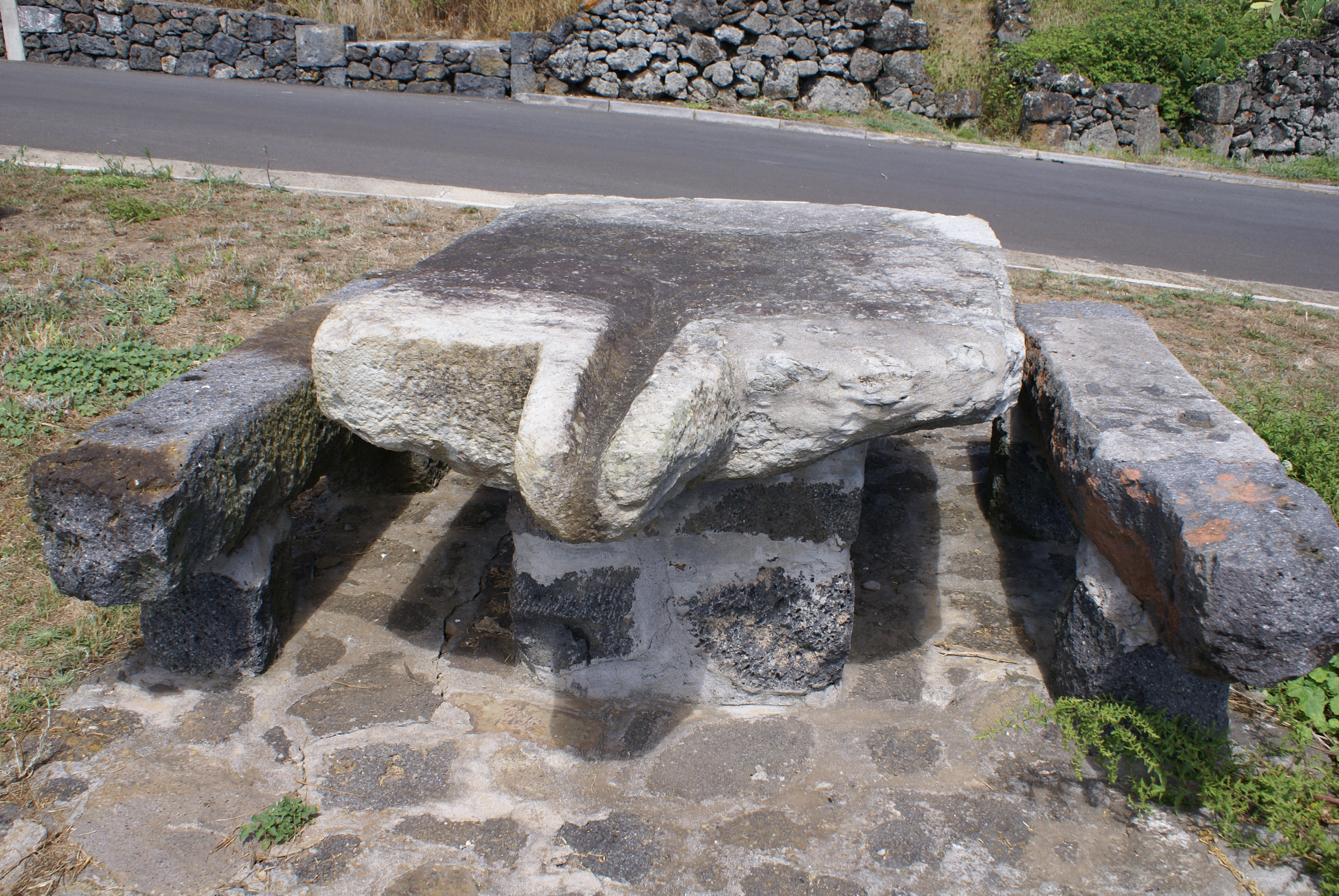
Fajã da Beira Mar, lagar em basalto, Santa Cruz da Graciosa.

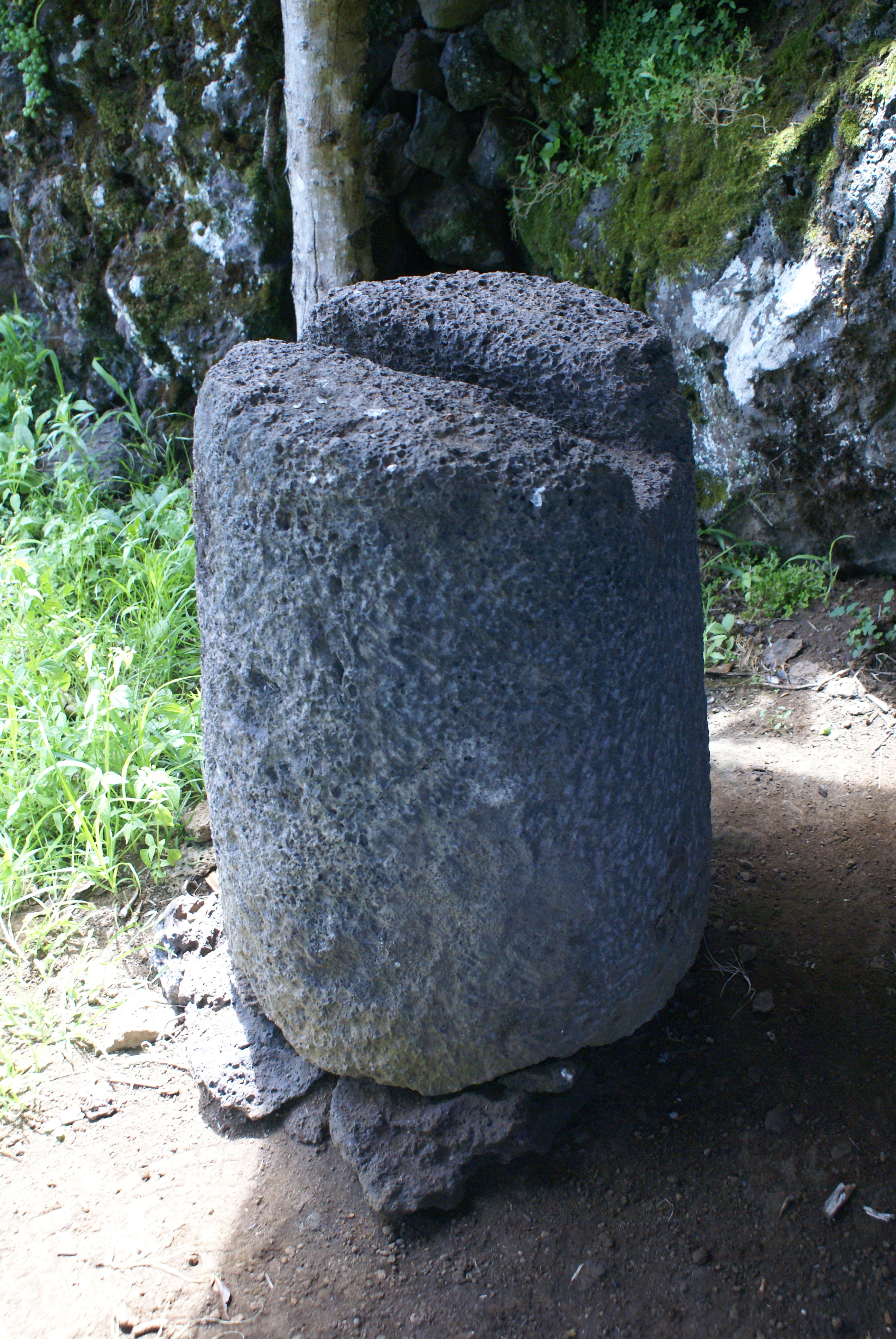
Antiquíssima pedra de lagar (cantaria), pertencente a João dos Santos Bettencourt, Fajã do Meio.

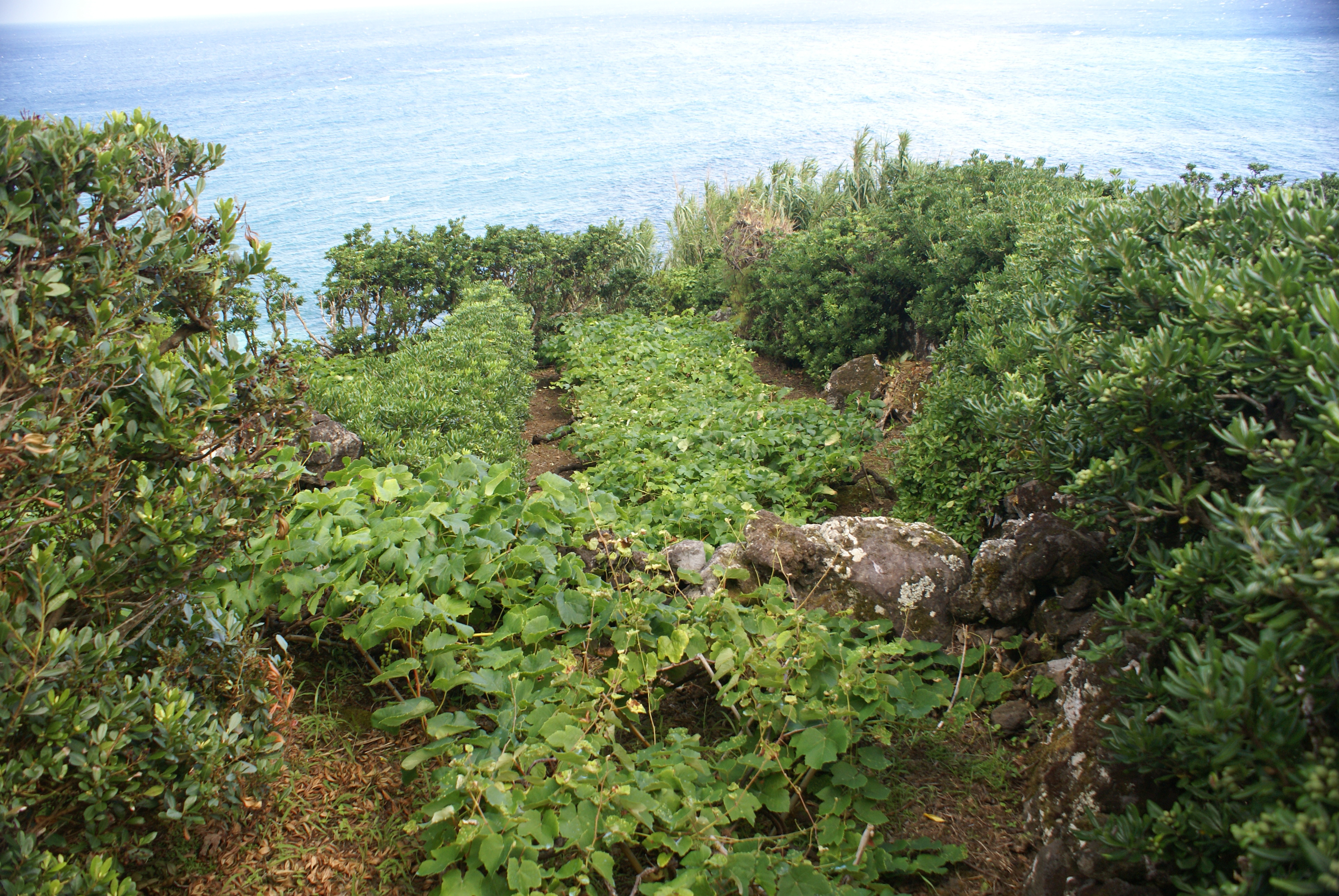
Terrenos de cultivo de vinhas de cheiro.

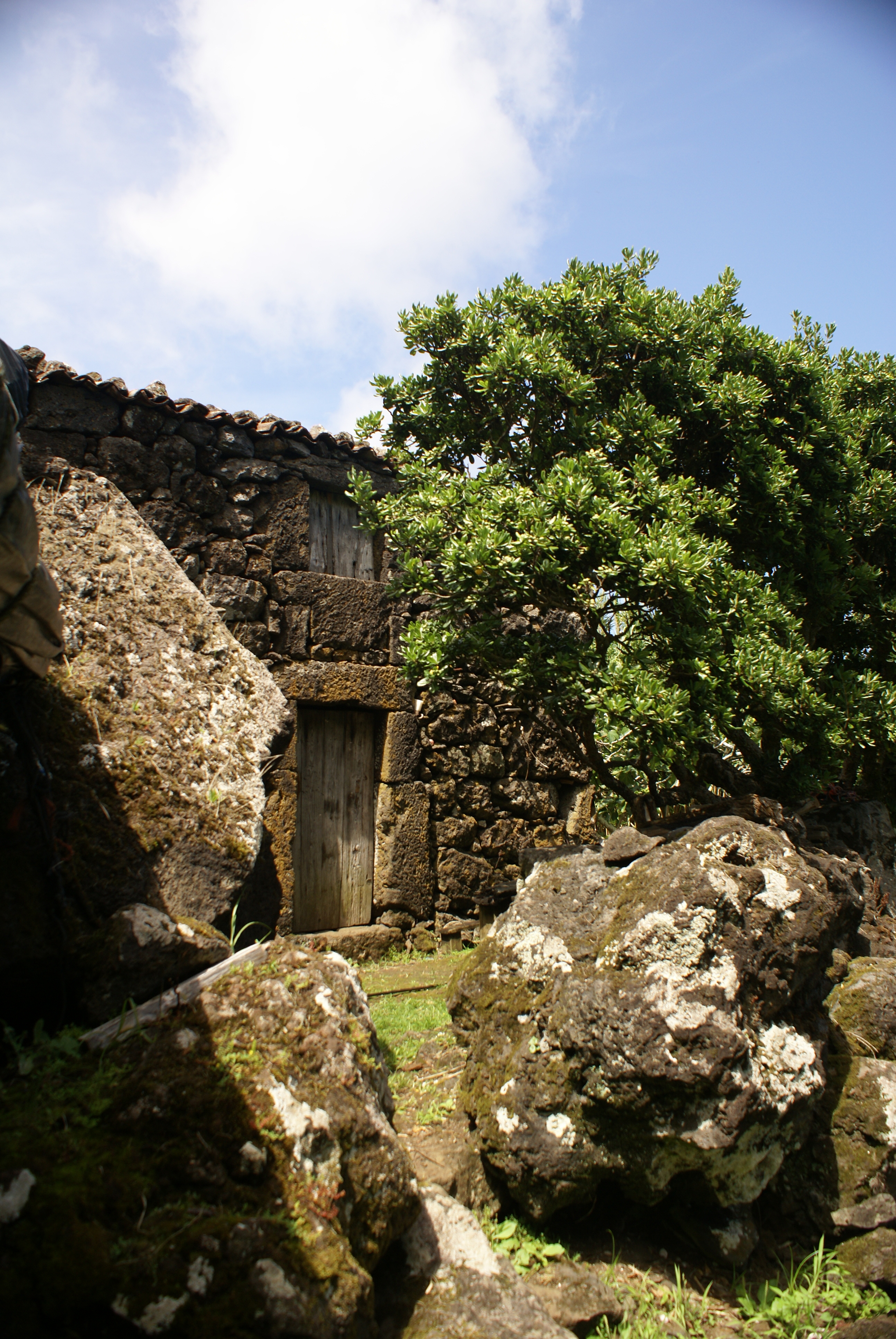
Adega centenária e típica da Fajã do Meio, atenção ao trabalho de cantaria.

Vinho de cheiro é a designação dada nos Açores aos vinhos elaborados a partir de uvas da casta americana Isabelle (por vezes designada por Isabel ou Isabela). O vinho de cheiro é enquadrável nos tipos geralmente chamados de morangueiro, embora as características edafo-climáticas das ilhas e o facto de ser em geral mono-casta lhe dê características específicas.

## Características
O vinho de cheiro é de cor violácea intensa, deixando uma mancha violeta característica quando exposto ao ar. Tem um intenso aroma frutado não identificável e em geral baixa graduação alcoólica (6 a 10%), o que dificulta a sua conservação, transformando-se rapidamente em vinagre se exposto ao ar. Tal obriga a que o vinho seja consumido no ano de produção, sendo em geral os restos destilados para aguardente. 
Apesar dos enólogos em geral o considerarem de baixa qualidade, o vinho de cheiro tem nos Açores  grande número de apreciadores, constituindo um ingrediente imprescindível na culinária e desempenhando um importante papel nas festividades tradicionais (é o vinho usado nos bodos dos Impérios do Divino Espírito Santo).
Devido à proibição de comercialização imposta pela União Europeia, a produção tem vindo a diminuir e a exportação para as comunidades açorianas nos Estados Unidos e Canadá é hoje residual. Nas zonas tradicionais de produção (Pico, Biscoitos, Graciosa, Caloura e São Lourenço), as vinhas têm vindo lentamente a ser reconvertidas para castas europeias, com destaque para o Pico e Biscoitos.

## História
O vinho de cheiro apareceu nos Açores na sequência da destruição dos vinhedos tradicionais causada por um oídio, então denominado o oídio tuckeri, a que duas décadas mais tarde se juntou a filoxera. Dada a produtividade e rusticidade nas condições climáticas dos Açores da casta Isabelle, esta rapidamente substituiu as restantes vinhas, ficando a produção de vinhos de casta europeia meramente residual. Nas primeiras décadas do século XX a produção de vinho de cheiro cresceu rapidamente, transformando-o num dos produtos mais importantes das zonas de solos mais pobres das ilhas. Contudo, o aumento do custo da mão de obra, provocado pela grande emigração dos anos de 1960 (que reduziu a população rural das ilhas a cerca de metade) e as dificuldades de comercialização levaram a um rápido declínio da produção a partir dos anos de 1970, estando esta hoje restrita à Caloura e Vila Franca do Campo (São Miguel), Biscoitos e Porto Matins (Terceira) e a algumas zonas do Pico e Graciosa.
O uso, obrigatório pela tradição, de vinho de cheiro nas festas do Divino Espírito Santo, dão-lhe apreciável valor comercial. O Governo dos Açores, e os deputados açorianos eleitos para o Parlamento Europeu, tem mantido pressão junto das entidades comunitárias para que a proibição de comercialização seja levantada.

## Comercialização
A União Europeia, a instâncias dos Estados membros produtores de vinho, proíbe a comercialização no espaço comunitário desde 1995, tendo, contudo, anunciado recentemente, a instâncias do deputado açoriano Paulo Casaca, a intenção de rever essa norma.

## Efeitos sobre a saúde
Embora a proibição comunitária da comercialização do vinho de cheiro se deva essencialmente a razões de protecção comercial aos vinhos de castas europeias, tem sido consistentemente alegado que aquele vinho é nocivo para a saúde pela presença de malvina, o composto que lhe dá o tom violáceo, e por ser rico em metanol. Este último composto resulta das uvas Isabelle terem elevada acidez, pouco açúcar e película rica em pectina. Nestas circunstâncias a pectina pode ser desdobrada em metanol por efeito das enzimas naturais da uva. O metanol é altamente tóxico, afectando severamente, mesmo em pequenas concentrações, os olhos.
Estudos mais recentes vieram lançar dúvidas sobre os efeitos nefastos da malvina e demonstrar que a presença de metanol é mais o resultado da má vinificação do que das características intrínsecas das uvas americanas. É com base nesses estudos que a Comissão Europeia admite que as castas interespecíficas não são necessariamente produtoras de vinho de má qualidade e que nem sempre põem em risco a saúde. Recomenda, contudo, muita precaução quanto à sua elaboração, tendo em conta a percentagem de acidez do mosto e a sua relação directa com a presença de metanol no vinho produzido.